# Zacompsia fulva
Zacompsia fulva är en tvåvingeart som beskrevs av Daniel William Coquillett 1901. Zacompsia fulva ingår i släktet Zacompsia och familjen fläckflugor. Inga underarter finns listade i Catalogue of Life.